# Los Nivram
Pour l’article homonyme, voir Nivram.
Los Nivram est un groupe espagnol de rock, originaire de Granollers, à Barcelone, en 1963. Ses membres d'origine incluent les frères Jordi Mauri (voix, saxophone, guitare rythmique), Francesc Mauri (basse) et Josep Mauri (batterie) ; auquel Josep David Sala rejoint à la guitare solo.

## Histoire
La première et la plus évidente influence du groupe est celle du groupe britannique The Shadows. Ils reprennent leur nom d'un morceau de ce groupe, Nivram, (qui est le nom de famille de leur bassiste et leader, Hank Marvin, écrit à l'envers) ; et, comme eux, ils commencent leur carrière en se consacrant au rock instrumental. Mais avec l'arrivée de l'invasion britannique en 1964, sa ligne musicale change radicalement. Inspirés par le beat et, surtout le rhythm and blues, ils commencent à composer leurs propres morceaux (chantés en espagnol) dans la même veine des groupes comme The Beatles, The Rolling Stones, The Animals et The Kinks.
Après avoir parcouru la scène musicale catalane, ils sont signés par le label barcelonais Regal Records, avec lequel ils publient leur premier EP au début de 1965. L'EP ne comprend qu'une reprise (celle du morceau Peter Gunn's Theme d'Henry Mancini) ; les trois autres morceaux sont leurs propres compositions, très influencées par beat.
L'année suivante, en 1966, ils publient leur deuxième et dernier EP, dans lequel leur son est plus incliné par le rhythm and blues et le psychédélique naissant, préfigurant même quelques tics typiques de ce que s'appellerait plus tard le garage rock. Il met en évidence le morceau Sombras, inclus dans de nombreuses compilations (espagnoles et européennes) de proto-garage sixties.
À la fin de cette année, trois des quatre membres sont appelées à effectuer leur service militaire obligatoire, à destination des îles Baléares. Malgré ces événements, le groupe peut encore effectuer quelques performances dans l'archipel locale, profitant des jours de permission. Pourtant, l'un des membres, Josep David Sala, tombe amoureux d'une fille finlandaise et s'installe avec elle dans son pays. Ils décident de le remplacer par Vicent Caldentey. Après avoir terminé leur service militaire, les frères Mauri dissolvent définitivement le groupe.

## Discographie
- 1965 : Los Nivram (Regal)
- 1966 : Mi Estrella (Regal)
- 2014 : Los Nivram (Munster Records-Electro Harmonix)